# Teresa Worek
Teresa Worek est une joueuse de volley-ball polonaise née le 19 février 1964 à Dębica. Elle totalise 273 sélections en équipe de Pologne.

## Clubs et Palmarès
- avec Czarni Słupsk
  - Quatre titres de Championne de Pologne en 1985, 1986, 1987 et 1992, deux fois vice-championne en 1984 et 1988, et une troisième place en 1991.
- avec Volley Ball Club Riom Auvergne
  - Championne de France en 1993 et vice-championne en 1992.
- Elle est, depuis son retrait sportif, entraîneur adjoint de l'ASPTT Mulhouse.